# Darci Shaw
Darci Louise Shaw (* 17. April 2002 in Liverpool) ist eine britische Schauspielerin.

## Leben
Darci Shaw wurde in Liverpool geboren, wuchs im Stadtteil Mossley Hill auf und besuchte die Belvedere Academy. Ab dem Alter von fünf Jahren erhielt sie Schauspielunterricht am Liverpool Institute for Performing Arts (LIPA). Während der Schulzeit nahm sie an Schultheateraufführungen teil, mit 14 wurde sie Mitglied am Everyman Youth Theatre in Liverpool, wo sie 2017 in Anatevka und Romeo und Julia auf der Bühne stand.
Ihr Filmdebüt gab sie in der 2019 veröffentlichten Filmbiografie Judy von Regisseur Rupert Goold, in der sie die Rolle der jungen Judy Garland verkörperte, während Renée Zellweger diese Rolle in höherem Alter spielte. In der Krimiserie The Bay des Fernsehsenders ITV war sie ebenfalls 2019 in der Rolle der Holly Meredith zu sehen. 2021 gehörte sie in der Netflix-Serie Die Bande aus der Baker Street als Jessie an der Seite von Thaddea Graham als deren Filmschwester zur Hauptbesetzung. In der auf Sky Cinema veröffentlichten Filmbiografie The Colour Room mit Phoebe Dynevor als Keramikkünstlerin Clarice Cliff spielte sie deren jüngere Schwester Dot. In der Filmbiografie Midas Man (2024) über den Beatles-Manager Brian Epstein verkörperte sie die Sängerin Cilla Black.
In der im Februar 2025 auf Disney+ veröffentlichten Historienserie A Thousand Blows über die Forty Elephants von Steven Knight übernahm sie die Rolle der Alice Diamond.
In den deutschsprachigen Fassungen wurde sie unter anderem von Franziska Trunte (The Colour Room und Die Bande aus der Baker Street), Valentina Bonalana (Judy) sowie von Anni C. Salander (The Bay) synchronisiert.

## Filmografie (Auswahl)
- 2019: Judy
- 2019: The Bay (Fernsehserie)
- 2019: Bitter Sky (Kurzfilm)
- 2021: Die Bande aus der Baker Street (The Irregulars, Fernsehserie)
- 2021: The Colour Room
- 2022: Brassic – Amy (Fernsehserie)
- 2023: The Rising of the Sap (Kurzfilm)
- 2024: Midas Man
- seit 2024: A Thousand Blows (Fernsehserie)